# Dawuhan (Banyumas)
Dawuhan is een bestuurslaag in het regentschap Banyumas van de provincie Midden-Java, Indonesië. Dawuhan telt 1662 inwoners (volkstelling 2010).